# Woiwodschaft Lwów
Die Woiwodschaft Lwów (polnisch Województwo Lwowskie, deutsch Woiwodschaft Lemberg) war in den Jahren 1921 bis 1939 eine Woiwodschaft der Zweiten Polnischen Republik. Der Sitz der Verwaltung, die Hauptstadt und Namensgeber der Woiwodschaft war die heute ukrainische Stadt Lwiw (Lwów bzw. Lemberg).

## Lage und Größe
Die Woiwodschaft mit den Städten Lwów, Przemyśl, Borysław, Drohobycz, Jarosław, Krosno, Rawa Ruska, Rzeszów, Sambor, Sanok und Żółkiew erstreckte sich über den mittleren Teil von Südpolen. Die Woiwodschaft bildete den mittleren Bereich des ehemaligen österreichischen Kronlands Galizien.
Sie grenzte im Westen an die Woiwodschaft Krakau, im Norden an die Woiwodschaft Lublin, im Nordosten auf einem kurzen Abschnitt an die Woiwodschaft Wolhynien, im Osten an Woiwodschaft Tarnopol, im Südosten an die Woiwodschaft Stanislau und im Süden an die Tschechoslowakei.
Im nördlichen Teil war die Landschaft hügelig und im Süden gebirgig (Karpaten). Nach den statistischen Angaben vom 1. Januar 1937 waren 23,3 % der Landfläche von Wald bewachsen, nur geringfügig weniger als die 22,2 % im staatlichen Durchschnitt.
1921 umfasste die Woiwodschaft eine Fläche von 27.024 km². Die 61 Städte und 2202 Landgemeinden waren in 27 Powiats gegliedert. Durch die Eingliederung des Powiats Turka aus der Woiwodschaft Stanislau in den Powiat Sambor im Jahre 1931 vergrößerte sich die Fläche auf 28.402 km².

## Geschichte
Die Woiwodschaft entstand am 1. September 1921 nach dem Ende der Kampfhandlungen im Verlauf des Polnisch-Sowjetischen Krieges auf den südöstlichen Teilen des ehemaligen österreichischen Kronlandes Galizien, als Hauptstadt wurde Lemberg festgelegt.
Am 1. Januar 1923 wurde der Powiat Cieszanów nach der Verlegung des Hauptortes nach Lubaczów in Powiat Lubaczów umbenannt, am 4. März 1931 wurde durch der Powiat Lisko in Powiat Lesko umbenannt. Am 17. April 1931 wurde der Powiat Turka aus der Woiwodschaft Stanislau eingegliedert und am 1. April 1932 wurde der Powiat Stary Sambor aufgelöst und dessen Gebiet auf die Powiats Turka und Sambor aufgeteilt, am gleichen Tag wurde der Powiat Strzyżów aufgelöst und das Gebiet den Powiat Rzeszów und Powiat Krosno aufgeteilt.
Im Verlauf des Zweiten Weltkrieges wurde die Woiwodschaft im September 1939 durch die sowjetische Besetzung Ostpolens sowjetisch und nach dem Überfall auf die Sowjetunion im Juni 1941 durch Deutschland besetzt. Nach dem Ende des Zweiten Weltkriegs wurde ein Großteil des Gebiets der Woiwodschaft ein Teil der Sowjetunion (Ukrainische SSR), die bei Polen verbliebenen Teile kamen 1945 zur Woiwodschaft Rzeszów.

## Bevölkerung

### Volkszählung 1921
Nationalitäten nach dem Zensus 1921
Die Volkszählung vom 30. September 1921 ermittelte folgende „Nationalitäten“ (Volkszugehörigkeiten):
| Nationalität | Zahl      | Prozent  |
| ------------ | --------- | -------- |
| Polen        | 1.537.986 | 56,58 %  |
| Ruthenen     | 975.268   | 35,88 %  |
| Juden        | 190.368   | 7,00 %   |
| Deutsche     | 12.436    | 0,46 %   |
| Übrige       | 1.956     | 0,07 %   |
| Gesamt       | 2.718.014 | 100,00 % |

1. ↑  Die Kategorie „Ukrainer“ gab bei der Volkszählung 1921 nicht.

## Woiwoden der Woiwodschaft Lwów
- Kazimierz Grabowski
- Stanisław Zimny
- Paweł Garapich
- Piotr Dunin-Borkowski
- Wojciech Agenor Gołuchowski
- Bronisław Nakoniecznikow-Klukowski
- Józef Rożniecki
- Władysław Belina-Prażmowski
- Alfred Biłyk

## Administrative Unterteilung (1934)

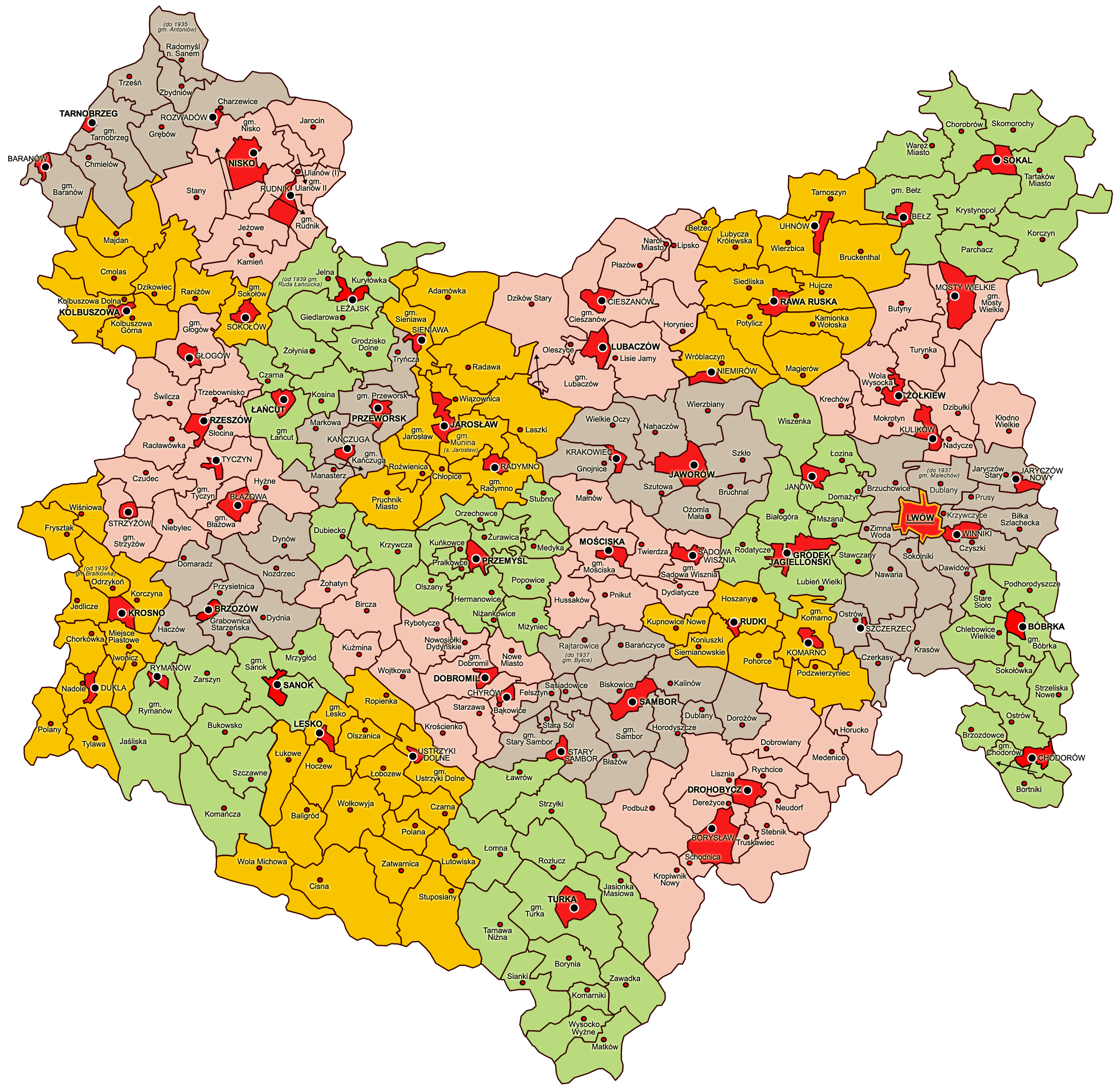
Verwaltungs-Karte, 1938

Powiat Bóbrka bestehend aus den Städten Bóbrka und Chodorów sowie den Gminas:
- Podhorodyszcze
- Stare Sioło
- Chlebowice Wielkie
- Bóbrka
- Sokołówka
- Strzeliska Nowe
- Ostrów
- Brzozdowce
- Chodorów
- Bortniki

Powiat Brzozów bestehend aus der Stadt Brzozów sowie den Gminas:
- Dynów
- Nozdrzec
- Dydnia
- Grabownica Starzeńska
- Haczów
- Domaradz
- Przysietnica

Powiat Dobromil bestehend aus den Städten Dobromil und Chyrów sowie den Gminas:
- Bąkowice
- Bircza
- Dobromil
- Krościenko
- Kuźmina
- Nowe Miasto
- Nowosiółki Dydyńskie
- Rybotycze
- Starzawa
- Wojtkowa
- Żohatyn

Powiat Drohobycz bestehend aus den Städten Borysław und Drohobycz sowie den Gminas:
- Horucko
- Medenice
- Neudorf
- Rychcice
- Stebnik
- Truskawiec
- Dereżyce
- Schodnica
- Kropiwnik Nowy
- Podbuż
- Lisznia
- Dobrowlany

Powiat Gródek Jagielloński bestehend aus den Städten Gródek Jagielloński und Janów sowie den Gminas:
- Lubień Wielki
- Rodatycze
- Białogóra
- Domażyr
- Wiszenka
- Mszana
- Łozina
- Stawczany

Powiat Jarosław bestehend aus den Städten Sieniawa, Jarosław und Radymno sowie den Gminas:
- Sieniawa
- Adamówka
- Radawa
- Jarosław
- Munina
- Laszki
- Wiązownica
- Radymno
- Chłopice
- Roźwienica
- Pruchnik Miasto

Powiat Jaworów bestehend aus den Städten Jaworów und Krakowiec sowie den Gminas:
- Bruchnal
- Gnojnice
- Nahaczów
- Ożomla Mała
- Szkło
- Wielkie Oczy
- Wierzbiany
- Szutowa

Powiat Kolbuszowa bestehend aus den Städten Sokołów und Kolbuszowa sowie den Gminas:
- Kolbuszowa Górna
- Kolbuszowa Dolna
- Cmolas
- Dzikowiec
- Majdan
- Raniżów
- Sokołów

Powiat Krosno bestehend aus den Städten Krosno und Dukla sowie den Gminas:
- Chorkówka
- Frysztak
- Iwonicz
- Jedlicze
- Korczyna
- Miejsce Piastowe
- Nadole
- Odrzykoń
- Polany
- Tylawa
- Wiśniowa

Powiat Lesko (bis 1931 Lisko) bestehend aus den Städten Ustrzyki Dolne und Lesko sowie den Gminas:
- Baligród
- Cisna
- Czarna
- Hoczew
- Lesko
- Lutowiska
- Łobozew
- Łukowe
- Olszanica
- Polana
- Ropienka
- Stuposiany
- Ustrzyki Dolne
- Wola Michowa
- Wołkowyja
- Zatwarnica

Powiat Lubaczów (seit 1923) bestehend aus den Städten Lubaczów und Cieszanów sowie den Gminas:
- Oleszyce
- Narol Miasto
- Lisie Jamy
- Lubaczów
- Dzików Stary
- Cieszanów
- Płazów
- Lipsko
- Horyniec

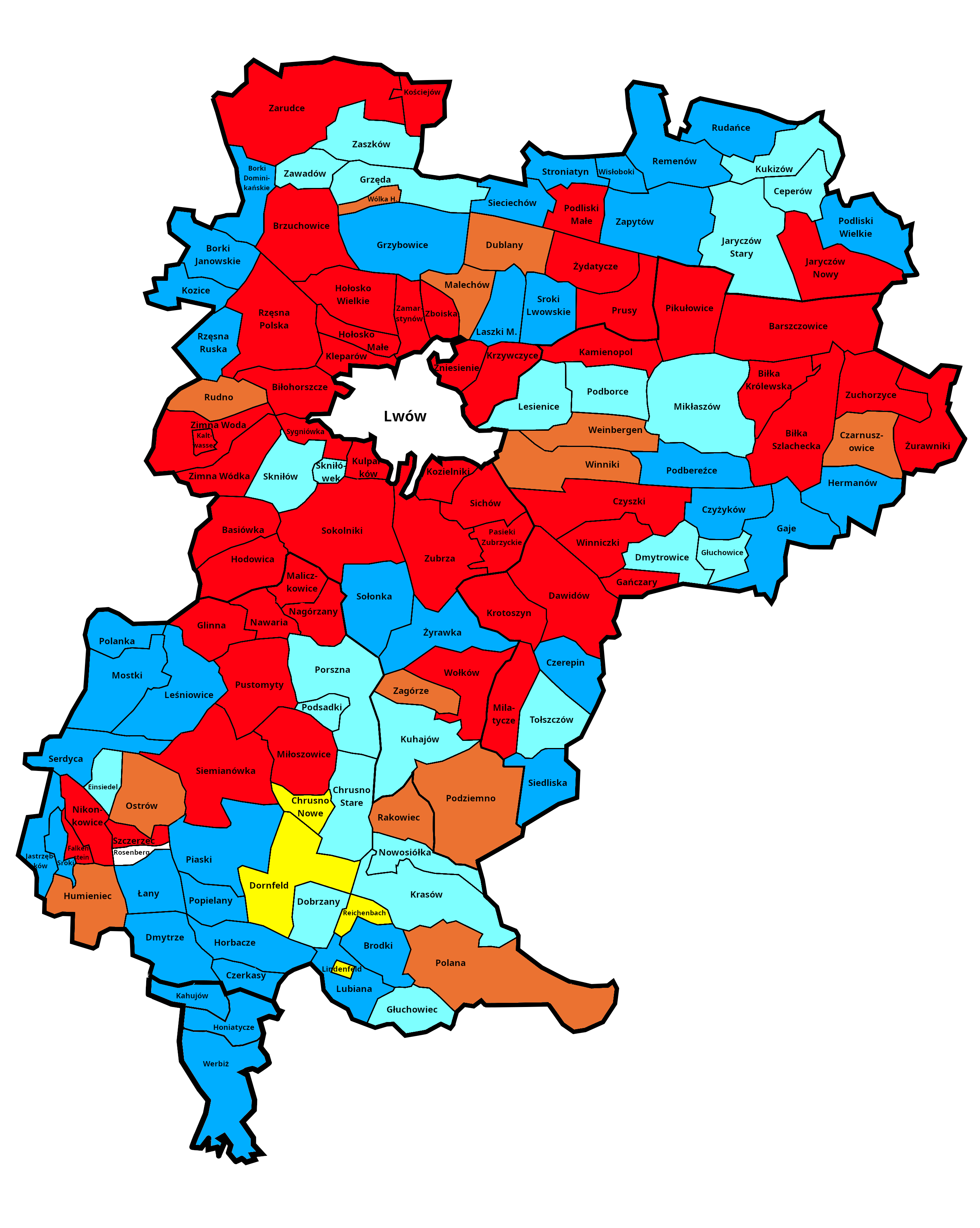
Powiat Lwów nach Nationalitäten im Jahr 1921: rot – Polnisch, blau – Ruthenisch (Ukrainisch), gelb – Deutsch

Powiat Lwów bestehend aus den Städten Jaryczów Nowy, Szczerzec und Winniki sowie den Gminas:
- Biłka Szlachecka
- Brzuchowice
- Czerkasy
- Czyszki
- Dawidów
- Jaryczów Stary
- Krasów
- Krzywczyce
- Malechów (ab 1937 Dublany)
- Nawaria
- Ostrów
- Prusy
- Sokolniki
- Zimna Woda

Powiat Lwów Stadt bestehend aus der Stadt Lemberg

Powiat Łańcut bestehend aus den Städten Łańcut und Leżajsk sowie den Gminas:
- Łańcut
- Czarna
- Żołynia
- Kosina
- Grodzisko Dolne
- Giedlarowa
- Jelna
- Kuryłówka

Powiat Mościska bestehend aus den Städten Mościska und Sądowa Wisznia sowie den Gminas:
- Mościska
- Hussaków
- Małnów
- Pnikut
- Sądowa Wisznia
- Dydiatycze
- Twierdza

Powiat Nisko bestehend aus den Städten Nisko, Rudnik und Ulanów sowie den Gminas:
- Nisko
- Stany
- Kamień
- Jeżowe
- Rudnik
- Ulanów I
- Ulanów II
- Jarocin

Powiat Przemyśl bestehend aus der Stadt Przemyśl sowie den Gminas:
- Dubiecko
- Krzywcza
- Kuńkowce
- Orzechowce
- Żurawica
- Medyka
- Stubno
- Popowice
- Miżyniec
- Hermanowice
- Olszany
- Prałkowce
- Niżankowice

Powiat Przeworsk bestehend aus den Städten Kańczuga und Przeworsk sowie den Gminas:
- Markowa
- Manasterz
- Kańczuga
- Przeworsk
- Tryńcza

Powiat Rawa Ruska bestehend aus den Städten Niemirów Lwowski, Rawa Ruska und Uhnów sowie den Gminas:
- Bełżec
- Bruckenthal
- Hujcze
- Kamionka Wołoska
- Lubycza Królewska
- Magierów
- Potylicz
- Siedliska
- Tarnoszyn
- Wierzbica
- Wróblaczyn

Powiat Rudki bestehend aus den Städten Komarno und Rudki sowie den Gminas:
- Hoszany
- Komarno
- Koniuszki Siemianowskie
- Kupnowice Nowe
- Podzwierzyniec
- Pohorce

Powiat Rzeszów bestehend aus den Städten Głogów, Tyczyn, Błażowa, Strzyżów und Rzeszów sowie den Gminas:
- Głogów
- Trzebownisko
- Świlcza
- Racławówka
- Słocina
- Tyczyn
- Hyżne
- Błażowa
- Czudec
- Strzyżów
- Niebylec

Powiat Sambor bestehend aus den Städten Chyrów, Sambor, Stara Sól und Stary Sambor sowie den Gminas:
- Barańczyce
- Biskowice
- Błażów
- Dorożów
- Dublany
- Felsztyn
- Horodyszcze
- Kalinów
- Bylice
- Sambor
- Stary Sambor
- Sąsiadowice
- Stara Sól

Powiat Sanok bestehend aus den Städten Rymanów und Sanok sowie den Gminas:
- Bukowsko
- Jaśliska
- Komańcza
- Mrzygłód
- Rymanów
- Sanok
- Szczawne
- Zarszyn

Powiat Sokal bestehend aus den Städten Sokal und Bełz sowie den Gminas:
- Bełz
- Chorobrów
- Krystynopol
- Korczyn
- Parchacz
- Skomorochy
- Tartaków Miasto
- Waręż Miasto

Powiat Tarnobrzeg bestehend aus den Städten Baranów, Rozwadów und Tarnobrzeg sowie den Gminas:
- Antoniów
- Charzewice
- Zbydniów
- Trześń
- Grębów
- Tarnobrzeg
- Chmielów
- Baranów

Powiat Turka (seit 1931) bestehend aus der Stadt Turka sowie den Gminas:
- Borynia
- Jasionka Masiowa
- Komarniki
- Ławrów
- Łomna
- Matków
- Rozłucz
- Sianki
- Strzyłki
- Tarnawa Niżna
- Turka
- Wysocko Wyżne
- Zawadka

Powiat Żółkiew bestehend aus den Städten Żółkiew, Kulików und Mosty Wielkie sowie den Gminas:
- Mosty Wielkie
- Kłodno Wielkie
- Dzibułki
- Nadycze
- Mokrotyn
- Krechów
- Wola Wysocka
- Turynka
- Butyny

## September 1939 und seine Nachwirkungen
Im September 1939 überfielen deutsche und sowjetische Truppen Polen, wobei das Land und die Woiwodschaft Lwów selbst zwischen den beiden geteilt wurde. Die Stadt Lemberg wurde nach Sicherheitsgarantien für die polnischen Militärs und Zivilisten, die später nicht eingehalten wurden, der Sowjetunion übergeben und samt Ostteil der Woiwodschaft der Ukrainischen Sowjetrepublik einverleibt. Nach 1945 blieb der Ostteil bei der Sowjetunion, der Westteil (westlich des Flusses San) wurde hingegen Teil der Volksrepublik Polen. Heute gehört der Ostteil der ehemaligen Woiwodschaft Lwów zur ukrainischen Oblast Lwiw.